# Theridula sexpupillata
Theridula sexpupillata là một loài nhện trong họ Theridiidae.
Loài này thuộc chi Theridula. Theridula sexpupillata được Cândido Firmino de Mello-Leitão miêu tả năm 1941.